# Linda Ekwall
Linda Ekwall, född 22 december 1973 i Falköping, död 29 juni 2002 på Karolinska sjukhuset i Solna, var en svensk fitness- och TV-profil. Hon var mest känd för att medverka i säsong 2 och 3 av TV-programmet Gladiatorerna på TV4, där hon innehade rollen som gladiatorn Indra.

## Gladiatorerna
Linda Ekwall tillkom som gladiatorn Indra i början av den andra säsongen av Gladiatorerna. Hon medverkade därefter i den tredje säsongen av programmet, och skulle strax innan sin död även medverka i den fjärde säsongen, som spelades in strax efter att hon hade gått bort.

## Relation och förlovning
Strax efter att Ekwall hade anslutit sig till den andra säsongen av Gladiatorerna, så träffade hon norrmannen Kim Justin (även känd som gladiatorn Zeke i samma program), och tycke uppstod därefter direkt mellan de båda parterna. Den 28 juni 2002, då paret hade varit tillsammans i drygt ett och ett halvt års tid, så förlovade de även sig, efter att de precis hade utfört ett fallskärmshopp.

## Företagande och författarskap
År 1996 startade och drev Linda fiket Mackverkstan i centrala Falköping. Hon skrev boken Fitness för henne som gavs ut på Fitnessförlaget år 2002. I boken berättar hon om sitt eget träningsliv och beskriver hur kroppen fungerar när man tränar, hur man lägger upp kostprogram och hur den mentala inställningen påverkar människan.

## Dödsolycka
Lördagen den 29 juni 2002 (dagen efter förlovningen), klockan 16.30, åkte Ekwall tillsammans med Justin hemåt mot Stockholm. Det var dåligt väder och bilen (en silverfärgad Chrysler PT Cruiser i mellanstorlek) frontalkrockade med en lastbil i helt fel körfält, när de precis hade passerat enkilometersgränsen till Brottby i Vallentuna kommun (drygt 30 kilometer norr om centrala Stockholm). Justin omkom omedelbart, medan Ekwall fördes till Karolinska sjukhuset i Solna, där hennes liv dock inte gick att rädda. Det kom senare fram vid en efterföljande obduktion av paret, att Justin var påverkad av den anabola steroiden norandosteron, under själva tillfället av den dödliga bilolyckan.
Ekwall och Justins begravningsceremoni ägde rum på Sankt Olofs kyrka i Falköping fredagen den 12 juli 2002, och gravfästes sedan därefter i en gemensam grav på Gudhems kyrkogård utanför staden. När den fjärde säsongen av Gladiatorerna sedan drog igång, så hedrades paret med en ihopklippt film i premiäravsnittet, vilket även bestämdes under inspelningen av säsongen.